# Комерційна організація
Комерційна організація, також Компанія (англ. Company) — юридична особа, що ставить собі за основну мету своєї діяльності одержання прибутку, на відміну від некомерційної організації, яка не має на меті отримання прибутку і не розподіляє отриманий прибуток між учасниками.
Діяльність господарських товариств, у тому числі комерційних організацій, визначена Главою 9 Господарського кодексу України.

## Основні ознаки комерційної організації
1. Мета діяльності — отримання прибутку;
2. Чітко визначена в законі організаційно-правова форма;
3. Розподіл прибутку між учасниками юридичної особи.

Також комерційні організації мають усі ознаки, властиві юридичній особі:
- Володіють відокремленим майном на правах  власності, господарського відання або оперативного управління, іншого речового права; майно може бути орендованим;
- Відповідають за своїми зобов'язаннями належним їм майном;
- Набувають та здійснюють від свого імені майнові та немайнові права; несуть обов'язки;
- Можуть бути позивачем і відповідачем у суді.

## Типи компаній
- Акціонерне товариство
- Венчурна компанія
- Господарське товариство
- Закрита компанія
- Інвестиційна компанія
- Офшорна компанія
- Приватна компанія
- Публічна компанія
- Синдикейшн-компанія
- Холдингова компанія

## Різновиди компаній
- Компанії з організації товароруху — компанії, що надають складські, транспортні або інші послуги та допомагають складувати і переміщувати товари від виробника до споживача.
- Компанія, орієнтована на конкурентів, — компанія, дії якої в основному визначаються діями і реакцією конкурентів. Вона переважно спостерігає за діями конкурентів, їхніми частками ринків і намагається знайти стратегії для протидії конкурентам.
- Компанія, орієнтована на ринок, — компанія, що спостерігає як за покупцями, так і за конкурентами, приділяючи їм однакову увагу під час розроблення власних маркетингових стратегій.
- Компанія, орієнтована на споживача, — компанія, яка під час розроблення маркетингової стратегії орієнтується на активне формування і розвиток споживацьких потреб і пропонує своїм цільовим споживачам найвищу споживчу якість.
- Компанія, що обслуговує ринкову нішу, — компанія галузі, що обслуговує невеликі сегменти, на які інші компанії не звертають уваги або ігнорують.
- Компанія-послідовник — одна з провідних компаній галузі, яка прагне втримати свою частку ринку, не докладаючи для цього надзвичайних зусиль.